# Peltula bolanderi
Peltula bolanderi är en lavart som först beskrevs av Edward Tuckerman, och fick sitt nu gällande namn av Wetmore. Peltula bolanderi ingår i släktet Peltula och familjen Peltulaceae.   Inga underarter finns listade i Catalogue of Life.